# Walt Disney's godbitar
Walt Disney's godbitar (WDG) var namnet på en tidning med disneyserier som 1982 ersatte Walt Disney's klassiker. Utgivningen pågick i två och ett halvt år, och lades ned 1984. Innehållet bestod dels av längre serier av bl.a. Carl Barks och Paul Murry, och dels av serieversioner av tecknade disneyfilmer.

## Historia
När Walt Disney's klassiker (WDK) blev Walt Disney's godbitar (WDG) genomfördes även några mindre förändringar; utgivningstakten ökade från sex till åtta nummer om året, och omslaget, som tidigare varit något styvare än den rådande serietidningsstandarden, övergick till normalt papper. Innehållsmässigt förblev dock tidningen den samma, med enda undantaget att även nyproducerade, längre äventyr började dyka upp. 
Efter att WDG lagts ned övergick serieversionerna av disneys nya tecknade långfilmer till att publiceras i engångspublikationer - normal sett i seriealbum - och de längre Barks-serierna förflyttades till albumserien Kalle Ankas Bästisar - som tidigare enbart hade inkluderat kortare serier - samt de så kallade "Guldböckerna", som började komma ut samma år som WDG gick i graven.
1983 utkom även en engångspublikation bestående av serieversionen av filmen Tron. Trots att den inte inkluderades i WDG kan den ändå föras till dessa häften, genom sitt snarlika innehåll.

## Utgivning
WDG gavs, precis som övriga samtida disneypublikationer, ut av Hemmets Journals förlag. Totalt utkom 20 nummer av tidningen, samt en fristående titel (Tron).
| År   | Nr | Titel                                      |
| ---- | -- | ------------------------------------------ |
| 1982 | 1  | Kalle Anka och sjöormen                    |
|      | 2  | Alice i underlandet                        |
|      | 3  | En världsomsegling under havet             |
|      | 4  | Den finurlige farbror Joakim               |
|      | 5  | Kalle Anka lever lägerliv                  |
|      | 6  | Musse Pigg och Spårlock på lyxkryssning    |
|      | 7  | Jul i Pengalösa                            |
|      | 8  | Snövit och de sju dvärgarna                |
| 1983 | 1  | Musse Pigg och den mystiska farmen         |
|      | 2  | Pysen, trollkarlen och svärdet             |
|      |    | Tron                                       |
|      | 3  | Långben och Mona Lisa                      |
|      | 4  | Tillbaka till Klondike                     |
|      | 5  | Havets fasa - Kapten Plump                 |
|      | 6  | Musiken som försvann                       |
|      | 7  | Robin Hood                                 |
|      | 8  | På jakt efter Majentamärket                |
| 1984 | 1  | Kalle Anka och den gamla borgens hemlighet |
|      | 2  | Peter Pan                                  |
|      | 3  | Musse Pigg och den objudna gästen          |
|      | 4  | Resan till Atlantis                        |